# Chloe Rogers
Pour les articles homonymes, voir Rogers.
Chloe Naomi Rogers (née le 30 mars 1985 à Harlow (Angleterre)) est une joueuse de hockey sur gazon britannique, membre de l'équipe de Grande-Bretagne de hockey sur gazon féminin. 
Avec la Grande-Bretagne, elle est médaillée de bronze aux Jeux olympiques d'été de 2012 à Londres.